# Adeonella aspera
Adeonella aspera är en mossdjursart som beskrevs av Hayward 1988. Adeonella aspera ingår i släktet Adeonella och familjen Adeonellidae. Inga underarter finns listade i Catalogue of Life.